# Nganaszan nyelv
A nganaszan nyelv (nganaszanul ня’’, IPA: [næʔ]) a nganaszanok egyik nyelve. 2002-ben 505 fő vallotta anyanyelvének a Tajmir-félsziget délnyugati és középső vidékein. A nyelv a szamojéd nyelvek közé tartozik, közelebbi rokonai a nyenyec nyelv és az enyec nyelv. Két fő nganaszan nyelvjárás létezik, az avam és vadejev. A nganaszan nyelv lassan kezd asszimilálódni az oroszba, sőt mivel a gyerekeknek egyre kevesebben tanítják, ezért veszélyeztetett nyelvnek minősül és közel áll a kihaláshoz.
A nyelv 10 magánhangzóval és 20 mássalhangzóval rendelkezik, valamint bővelkedik a kettőshangzókban.

## Írásbeliség
A nganaszanok kicsiny lélekszáma miatt nem alkottak számukra írásbeliséget akkor, amikor a többi északi szamojéd nyelv írására bevezették a cirill ábécét az 1930-as években. Megteremtésére csupán a Szovjetunió felbomlása után, az 1990-es években tettek kísérletet.
| А а | Б б | В в | Г г | Д д | Е е | Ё ё | Ж ж |
| З з | З̌ з̌ | И и | Й й | ’’  | К к | Л л | М м |
| Н н | Ӈ ӈ | О о | Ө ө | П п | Р р | С с | Ҫ ҫ |
| Т т | У у | Ү ү | Ф ф | Х х | Ц ц | Ч ч | Ш ш |
| Щ щ | Ъ ъ | Ы ы | Ь ь | Э э | Ә ә | Ю ю | Я я |

## Szótárak
- The English–Nganasan dictionary Glosbe
- Német–nganaszan szószedet
- Nyenyec–nganaszan szótár
- Nganaszan–angol szószedet